# Horée
Dans l'Antiquité, les Horées sont les fêtes données en l'honneur des Heures, Eunomie, Dicé et Eiréné qui ouvraient les portes du ciel et gouvernaient les saisons .

## Une fête
Les Heures avaient un temple dans Athènes où pour célébrer le commencement des trois saisons, printemps, été et hiver on offrait aux trois déesses des sacrifices et des produits de la terre. Par ces offrandes et sacrifices on espérait que les Dieux protégeraient les récoltes des cataclysmes climatiques.

## Sources
- Bernard de Montfaucon, L'Antiquité expliquée et représentée en figures,

Vol. 2, p. 217, de L'Antiquité expliquée et représentée en figures, Éd. Delaulne, Paris, 1722
- François Noel, Abrégé de la Mythologie Universelle, Ou, Dictionnaire de la Fable, : Adopté Par Le Conseil de L'instruction Publique Pour Les Colléges Et Autres Maisons D'éducation, Vol. 1, p.503, éd. Ode et Wodon, 1828
- Laure de Lagrave Bernard, Les mythologies de tous les peuples racontées à la jeunesse, p. 93-94, Éd. Didier, äris, 1854
- de Jaucourt,Encyclopédie, ou Dictionnaire raisonné des sciences, des arts et des métiers, 1775